# Spiroclypeus
Spiroclypeus es un género de foraminífero bentónico de la familia Nummulitidae, de la superfamilia Nummulitoidea, del suborden Rotaliina y del orden Rotaliida. Su especie tipo es Spiroclypeus orbitoideus. Su rango cronoestratigráfico abarca desde el Oligoceno superior hasta el Mioceno inferior.

## Clasificación
Spiroclypeus incluye a las siguientes especies:
- Spiroclypeus albapustula †
- Spiroclypeus bintoetensis †
- Spiroclypeus blanckenhorni †
- Spiroclypeus bullbrooki †
- Spiroclypeus carpaticus †
- Spiroclypeus globulus †
- Spiroclypeus granulosus †
- Spiroclypeus higginsi †
- Spiroclypeus leupoldi †
- Spiroclypeus margaritatus †
- Spiroclypeus orbitoideus †
- Spiroclypeus ornata †
- Spiroclypeus ranjanae †
- Spiroclypeus reticulatus †
- Spiroclypeus sirottii †
- Spiroclypeus tewarii †
- Spiroclypeus tidoenganensis †
- Spiroclypeus vermicularis †
- Spiroclypeus wolfgangi †
- Spiroclypeus yabei †

En Spiroclypeus se ha considerado el siguiente subgénero:
- Spiroclypeus (Heterostegina), aceptado como género Heterostegina